# Liste des églises du Cher
La liste des églises du Cher vise à situer les églises du département français du Cher. Il est fait état des diverses protections dont elles peuvent bénéficier, et notamment les inscriptions et classements au titre des monuments historiques.

## Rattachement diocésain des églises catholiques
En ce qui concerne le culte catholique, les églises sont situées dans l'archidiocèse de Bourges.

## Statistiques

### Nombres
Le département du Cher comprend 287 communes au 1er janvier 2023.
Depuis 2022, l'archidiocèse de Bourges compte 116 paroisses.

## Liste des églises catholiques classées par commune par ordre alphabétique
Le classement ci-après se fait par commune selon l'ordre alphabétique.
Il est fait état des diverses protections dont elles peuvent bénéficier, et notamment les inscriptions et classements au titre des monuments historiques.
| Église                                                                            | Commune                     | Adresse | Coordonnées                      | Notice         | Protection | Date        | Illustration                                                                      |
| --------------------------------------------------------------------------------- | --------------------------- | ------- | -------------------------------- | -------------- | --- | ----------- | --------------------------------------------------------------------------------- |
| Église Notre-Dame d'Achères                                                       | Achères                     |         | 47° 16′ 45″ nord, 2° 26′ 59″ est | « PA00096625 » | Inscrit MH | 1987        | Église Notre-Dame d'Achères                                                       |
| Église Saint-Martin d'Ainay-le-Vieil                                              | Ainay-le-Vieil              |         | 46° 39′ 58″ nord, 2° 33′ 10″ est | « PA00096627 » | Classé MH | 1912        | Église Saint-Martin d'Ainay-le-Vieil                                              |
| Église Saint-Sulpice d'Allogny                                                    | Allogny                     |         | 47° 13′ 31″ nord, 2° 19′ 11″ est |                | |             | Image manquante Téléverser                                                        |
| Église Saint-Germain d'Allouis                                                    | Allouis                     |         | 47° 10′ 00″ nord, 2° 13′ 36″ est | « PA00096629 » | Classé MH | 1990        | Église Saint-Germain d'Allouis                                                    |
| Église Saint-Pierre d'Annoix                                                      | Annoix                      |         | 46° 57′ 35″ nord, 2° 31′ 58″ est |                | |             | Image manquante Téléverser                                                        |
| Église Notre-Dame-de-l'Assomption d'Apremont-sur-Allier                           | Apremont-sur-Allier         |         | 46° 54′ 26″ nord, 3° 02′ 51″ est |                | |             | Église Notre-Dame-de-l'Assomption d'Apremont-sur-Allier                           |
| Église Saint-Martin d'Arcomps                                                     | Arcomps                     |         | 46° 40′ 34″ nord, 2° 25′ 58″ est |                | |             | Église Saint-Martin d'Arcomps                                                     |
| Église Saint-Sulpice d'Ardenais                                                   | Ardenais                    |         | 46° 39′ 03″ nord, 2° 22′ 16″ est |                | |             | Image manquante Téléverser                                                        |
| Église Saint-André d'Argent-sur-Sauldre                                           | Argent-sur-Sauldre          |         | 47° 33′ 36″ nord, 2° 26′ 55″ est | « PA00096631 » | Classé MH | 1944        | Église Saint-André d'Argent-sur-Sauldre                                           |
| Église Saint-Martin d'Argenvières                                                 | Argenvières                 |         | 47° 08′ 15″ nord, 3° 00′ 21″ est |                | |             | Église Saint-Martin d'Argenvières                                                 |
| Église Saint-Martin d'Arpheuilles                                                 | Arpheuilles                 |         | 46° 46′ 55″ nord, 2° 33′ 39″ est |                | |             | Église Saint-Martin d'Arpheuilles                                                 |
| Église Saint-Sylvain d'Arçay                                                      | Arçay                       |         | 46° 56′ 56″ nord, 2° 20′ 24″ est |                | |             | Image manquante Téléverser                                                        |
| Église Saint-Saturnin d'Assigny                                                   | Assigny                     |         | 47° 25′ 43″ nord, 2° 45′ 17″ est | « IA18002142 » | |             | Église Saint-Saturnin d'Assigny                                                   |
| Église Saint-Martin d'Aubigny-sur-Nère                                            | Aubigny-sur-Nère            |         | 47° 29′ 17″ nord, 2° 26′ 18″ est | « PA00096634 » | Classé MH | 1862        | Église Saint-Martin d'Aubigny-sur-Nère                                            |
| Église Saint-Marcel d'Aubinges                                                    | Aubinges                    |         | 47° 13′ 18″ nord, 2° 34′ 53″ est |                | |             | Image manquante Téléverser                                                        |
| Église Saint-Ludre d'Augy-sur-Aubois                                              | Augy-sur-Aubois             |         | 46° 47′ 07″ nord, 2° 50′ 35″ est | « PA00096645 » | Classé MH | 1959        | Église Saint-Ludre d'Augy-sur-Aubois                                              |
| Église Saint-Hugues d'Avord                                                       | Avord                       |         | 47° 01′ 56″ nord, 2° 39′ 15″ est | « PA00096646 » | Classé MH | 1911        | Église Saint-Hugues d'Avord                                                       |
| Église Saint-Sulpice-le-Pieux d'Azy                                               | Azy                         |         | 47° 11′ 01″ nord, 2° 42′ 28″ est |                | |             | Église Saint-Sulpice-le-Pieux d'Azy                                               |
| Église Saint-Julien de Bannay                                                     | Bannay                      |         | 47° 22′ 55″ nord, 2° 52′ 56″ est | « IA18001097 » | |             | Église Saint-Julien de Bannay                                                     |
| Église Saint-Sulpice de Bannegon                                                  | Bannegon                    |         | 46° 48′ 06″ nord, 2° 42′ 52″ est |                | |             | Église Saint-Sulpice de Bannegon                                                  |
| Église Saint-Germain de Barlieu                                                   | Barlieu                     |         | 47° 29′ 16″ nord, 2° 37′ 48″ est | « IA18002161 » | |             | Église Saint-Germain de Barlieu                                                   |
| Église Saint-Martin de Baugy                                                      | Baugy                       |         | 47° 04′ 53″ nord, 2° 43′ 37″ est |                | |             | Église Saint-Martin de Baugy                                                      |
| Église Saint-Sylvain de Laverdines                                                | Baugy                       |         | 47° 01′ 47″ nord, 2° 47′ 30″ est |                | |             | Image manquante Téléverser                                                        |
| Église Saint-Pierre de Saligny-le-Vif                                             | Baugy                       |         | 47° 02′ 42″ nord, 2° 46′ 02″ est |                | |             | Église Saint-Pierre de Saligny-le-Vif                                             |
| Église Saint-Mathurin de Beddes                                                   | Beddes                      |         | 46° 36′ 21″ nord, 2° 12′ 47″ est | « IA18000002 » | |             | Église Saint-Mathurin de Beddes                                                   |
| Église Sainte-Catherine de Beffes                                                 | Beffes                      |         | 47° 05′ 33″ nord, 3° 00′ 26″ est |                | |             | Église Sainte-Catherine de Beffes                                                 |
| Église Saint-Remy de Belleville-sur-Loire                                         | Belleville-sur-Loire        |         | 47° 30′ 25″ nord, 2° 51′ 03″ est |                | |             | Image manquante Téléverser                                                        |
| Église Saint-Pierre de Bengy-sur-Craon                                            | Bengy-sur-Craon             |         | 47° 00′ 01″ nord, 2° 44′ 50″ est | « PA00096648 » | Classé MH Choeur, transept, façade ouest                                                                                     | 1913        | Église Saint-Pierre de Bengy-sur-Craon                                            |
| Église Saint-Aignan de Berry-Bouy                                                 | Berry-Bouy                  |         | 47° 06′ 41″ nord, 2° 17′ 23″ est |                | |             | Église Saint-Aignan de Berry-Bouy                                                 |
| Église Saint-Martin de Bessais-le-Fromental                                       | Bessais-le-Fromental        |         | 46° 44′ 48″ nord, 2° 45′ 44″ est |                | |             | Église Saint-Martin de Bessais-le-Fromental                                       |
| Église Saint-André de Blancafort                                                  | Blancafort                  |         | 47° 31′ 54″ nord, 2° 31′ 54″ est | « PA00096651 » | Inscrit MH | 1926        | Église Saint-André de Blancafort                                                  |
| Église Saint-Germain de Blet                                                      | Blet                        |         | 46° 53′ 46″ nord, 2° 43′ 47″ est | « PA00096652 » | Inscrit MH | 1926        | Église Saint-Germain de Blet                                                      |
| Église Sainte-Marie-Madeleine de Boulleret                                        | Boulleret                   |         | 47° 25′ 25″ nord, 2° 52′ 25″ est |                | |             | Église Sainte-Marie-Madeleine de Boulleret                                        |
| Cathédrale Saint-Étienne de Bourges                                               | Bourges                     |         | 47° 04′ 56″ nord, 2° 23′ 57″ est | « PA00096656 » | Classé MH | 1862        | Cathédrale Saint-Étienne de Bourges                                               |
| Église Saint-Bonnet de Bourges                                                    | Bourges                     |         | 47° 05′ 10″ nord, 2° 24′ 00″ est | « PA00096668 » | Classé MH | 1910        | Église Saint-Bonnet de Bourges                                                    |
| Église Saint-Pierre-le-Guillard de Bourges                                        | Bourges                     |         | 47° 04′ 56″ nord, 2° 23′ 35″ est | « PA00096670 » | Classé MH | 1929        | Église Saint-Pierre-le-Guillard de Bourges                                        |
| Église des Carmes de Bourges                                                      | Bourges                     |         | 47° 05′ 02″ nord, 2° 23′ 30″ est | « PA00096663 » | Inscrit MH Cloître | 1926        | Image manquante Téléverser                                                        |
| Église des Clarisses de Bourges                                                   | Bourges                     |         | 47° 05′ 02″ nord, 2° 23′ 32″ est | « PA00096664 » | Inscrit MH Les deux travées de la chapelle latérale                                                                          | 1933        | Image manquante Téléverser                                                        |
| Église Notre-Dame de Bourges                                                      | Bourges                     |         | 47° 05′ 13″ nord, 2° 23′ 37″ est | « PA00096665 » | Classé MH | 1931        | Église Notre-Dame de Bourges                                                      |
| Église Saint-Aoustrille-du-Château de Bourges                                     | Bourges                     |         | 47° 04′ 41″ nord, 2° 24′ 10″ est | « PA00096666 » | Inscrit MH Le carré du transept et la cave voûtée                                                                            | 1926        | Image manquante Téléverser                                                        |
| Église Saint-Aoustrillet de Bourges                                               | Bourges                     |         | 47° 05′ 04″ nord, 2° 23′ 40″ est | « PA00096667 » | Inscrit MH | 1929        | Église Saint-Aoustrillet de Bourges                                               |
| Église Saint-Jean-le-Vieil de Bourges                                             | Bourges                     |         | 47° 04′ 55″ nord, 2° 23′ 45″ est | « PA00096669 » | Inscrit MH Abside et absidiole sud                                                                                           | 1926        | Image manquante Téléverser                                                        |
| Église Saint-Pierre-le-Marché                                                     | Bourges                     |         | 47° 05′ 10″ nord, 2° 24′ 06″ est | « PA18000040 » | Inscrit MH Le décor de marbre                                                                                                | 2007        | Image manquante Téléverser                                                        |
| Église du Sacré-Cœur de Bourges                                                   | Bourges                     |         | 47° 04′ 24″ nord, 2° 24′ 29″ est |                | |             | Image manquante Téléverser                                                        |
| Église Sainte-Barbe de Bourges                                                    | Bourges                     |         | 47° 05′ 01″ nord, 2° 25′ 13″ est |                | |             | Image manquante Téléverser                                                        |
| Église Saint-Henri de Bourges                                                     | Bourges                     |         | 47° 04′ 19″ nord, 2° 22′ 45″ est |                | |             | Image manquante Téléverser                                                        |
| Église Saint-Jean de Bourges                                                      | Bourges                     |         | 47° 06′ 14″ nord, 2° 24′ 20″ est |                | |             | Église Saint-Jean de Bourges                                                      |
| Église priorale Saint-Martin-des-Champs de Bourges                                | Bourges                     |         | 47° 04′ 49″ nord, 2° 24′ 25″ est |                | |             | Image manquante Téléverser                                                        |
| Église priorale Saint-Michel de Bourges                                           | Bourges                     |         | 47° 05′ 08″ nord, 2° 23′ 46″ est |                | |             | Image manquante Téléverser                                                        |
| Église priorale Saint-Paul de Bourges                                             | Bourges                     |         | 47° 04′ 44″ nord, 2° 23′ 48″ est |                | |             | Image manquante Téléverser                                                        |
| Église Sainte-Anne d'Asnières-lès-Bourges                                         | Bourges                     |         | 47° 07′ 18″ nord, 2° 24′ 32″ est |                | |             | Image manquante Téléverser                                                        |
| Église de l'abbaye Saint-Ambroix de Bourges                                       | Bourges                     |         | 47° 05′ 23″ nord, 2° 23′ 39″ est |                | |             | Église de l'abbaye Saint-Ambroix de Bourges                                       |
| Église Saint-Médard de Bourges                                                    | Bourges                     |         | 47° 05′ 08″ nord, 2° 23′ 21″ est |                | |             | Image manquante Téléverser                                                        |
| Église Saint-Roch de Bouzais                                                      | Bouzais                     |         | 46° 42′ 20″ nord, 2° 28′ 24″ est | « IA00010991 » | |             | Église Saint-Roch de Bouzais                                                      |
| Église Saint-Aignan de Brinay                                                     | Brinay                      |         | 47° 10′ 41″ nord, 2° 07′ 47″ est | « PA00096744 » | Classé MH | 1972        | Église Saint-Aignan de Brinay                                                     |
| Église Saint-Barthélémy de Brinon-sur-Sauldre                                     | Brinon-sur-Sauldre          |         | 47° 33′ 59″ nord, 2° 15′ 18″ est | « PA00096745 » | Inscrit MH | 1926        | Église Saint-Barthélémy de Brinon-sur-Sauldre                                     |
| Église Saint-Étienne d'Allichamps                                                 | Bruère-Allichamps           |         | 47° 47′ 00″ nord, 2° 25′ 21″ est | « PA00096748 » | Classé MH | 2007        | Église Saint-Étienne d'Allichamps                                                 |
| Abbatiale de l'abbaye de Noirlac                                                  | Bruère-Allichamps           |         | 46° 44′ 44″ nord, 2° 27′ 41″ est |                | |             | Abbatiale de l'abbaye de Noirlac                                                  |
| Église Saint-Germain de Brécy                                                     | Brécy                       |         | 47° 07′ 26″ nord, 2° 37′ 18″ est |                | |             | Image manquante Téléverser                                                        |
| Église Saint-Pierre-et-Saint-Paul de Bussy                                        | Bussy                       |         | 46° 54′ 13″ nord, 2° 37′ 18″ est | « PA00096749 » | Classé MH | 1910        | Église Saint-Pierre-et-Saint-Paul de Bussy                                        |
| Église Sainte-Radegonde de Bué                                                    | Bué                         |         | 47° 18′ 41″ nord, 2° 47′ 30″ est | « IA18000457 » | |             | Image manquante Téléverser                                                        |
| Église Saint-Martin de Cerbois                                                    | Cerbois                     |         | 47° 06′ 35″ nord, 2° 05′ 56″ est |                | |             | Église Saint-Martin de Cerbois                                                    |
| Église Saint-Éloi de Chalivoy-Milon                                               | Chalivoy-Milon              |         | 46° 51′ 35″ nord, 2° 42′ 16″ est | « PA00096755 » | Classé MH | 1911        | Église Saint-Éloi de Chalivoy-Milon                                               |
| Église Saint-Pierre de Chambon                                                    | Chambon                     |         | 46° 47′ 12″ nord, 2° 19′ 30″ est | « PA00096756 » | Inscrit MH | 1926        | Église Saint-Pierre de Chambon                                                    |
| Église Saint-Martin de Charenton-du-Cher                                          | Charenton-du-Cher           |         | 46° 43′ 48″ nord, 2° 38′ 32″ est | « PA00096759 » | Inscrit MH | 1927        | Église Saint-Martin de Charenton-du-Cher                                          |
| Église Saint-Pierre de Charentonnay                                               | Charentonnay                |         | 46° 08′ 42″ nord, 2° 52′ 29″ est |                | |             | Église Saint-Pierre de Charentonnay                                               |
| Église Notre-Dame de Charly                                                       | Charly                      |         | 46° 53′ 57″ nord, 2° 44′ 51″ est | « PA00096761 » | Classé MH | 1862        | Église Notre-Dame de Charly                                                       |
| Église Notre-Dame de Chassy                                                       | Chassy                      |         | 47° 02′ 30″ nord, 2° 50′ 11″ est |                | |             | Image manquante Téléverser                                                        |
| Église Sainte-Radegonde de Chaumoux-Marcilly                                      | Chaumoux-Marcilly           |         | 47° 07′ 39″ nord, 2° 46′ 44″ est |                | |             | Image manquante Téléverser                                                        |
| Église Sainte-Anne de Chavannes                                                   | Chavannes                   |         | 46° 51′ 09″ nord, 2° 22′ 33″ est |                | |             | Église Sainte-Anne de Chavannes                                                   |
| Abbatiale Saint-Pierre de Chezal-Benoît                                           | Chezal-Benoît               |         | 46° 49′ 27″ nord, 2° 06′ 48″ est |                | |             | Abbatiale Saint-Pierre de Chezal-Benoît                                           |
| Église Saint-Michel de Chârost                                                    | Chârost                     |         | 46° 59′ 41″ nord, 2° 07′ 03″ est | « PA00096762 » | Classé MH | 1910        | Église Saint-Michel de Chârost                                                    |
| Église Saint-Genès de Châteaumeillant                                             | Châteaumeillant             |         | 46° 33′ 43″ nord, 2° 12′ 08″ est | « PA00096766 » | Classé MH | 1862        | Église Saint-Genès de Châteaumeillant                                             |
| Église Notre-Dame-la-Petite                                                       | Châteaumeillant             |         | 46° 33′ 36″ nord, 2° 11′ 42″ est | « PA00096764 » | Classé MH | 1914        | Église Notre-Dame-la-Petite                                                       |
| Basilique Notre-Dame-des-Enfants                                                  | Châteauneuf-sur-Cher        |         | 46° 51′ 32″ nord, 2° 19′ 22″ est | « PA00096767 » | Inscrit MH | 1983        | Basilique Notre-Dame-des-Enfants                                                  |
| Église Saint-Didier de Chéry                                                      | Chéry                       |         | 47° 07′ 17″ nord, 2° 02′ 51″ est |                | |             | Église Saint-Didier de Chéry                                                      |
| Église Saint-Pierre de Civray                                                     | Civray                      |         | 46° 58′ 00″ nord, 2° 10′ 25″ est |                | |             | Église Saint-Pierre de Civray                                                     |
| Église Saint-Étienne de Clémont                                                   | Clémont                     |         | 47° 34′ 09″ nord, 2° 18′ 21″ est | « PA00096774 » | Inscrit MH | 1928        | Église Saint-Étienne de Clémont                                                   |
| Église Saint-Martin de Colombiers                                                 | Colombiers                  |         | 46° 42′ 07″ nord, 2° 32′ 19″ est | « IA00011099 » | |             | Église Saint-Martin de Colombiers                                                 |
| Église Saint-Pierre de Concressault                                               | Concressault                |         | 47° 29′ 23″ nord, 2° 34′ 37″ est | « PA18000036 » | Inscrit MH | 2006        | Église Saint-Pierre de Concressault                                               |
| Église Saint-Martin de Cornusse                                                   | Cornusse                    |         | 46° 57′ 18″ nord, 2° 43′ 53″ est |                | |             | Image manquante Téléverser                                                        |
| Église Saint-Martin de Corquoy                                                    | Corquoy                     |         | 46° 53′ 19″ nord, 2° 17′ 48″ est | « PA00096778 » | Inscrit MH L'abside et le choeur                                                                                             | 1926        | Église Saint-Martin de Corquoy                                                    |
| Église Saint-Pantaléon de Cours-les-Barres                                        | Cours-les-Barres            |         | 47° 01′ 32″ nord, 3° 01′ 54″ est |                | |             | Image manquante Téléverser                                                        |
| Église Notre-Dame de Coust                                                        | Coust                       |         | 46° 41′ 39″ nord, 2° 35′ 56″ est | « PA00096781 » | Classé MH | 1911        | Église Notre-Dame de Coust                                                        |
| Église Saint-Martin de Couy                                                       | Couy                        |         | 47° 07′ 01″ nord, 2° 49′ 30″ est |                | |             | Image manquante Téléverser                                                        |
| Église Saint-Martin de Crosses                                                    | Crosses                     |         | 47° 00′ 41″ nord, 2° 34′ 53″ est |                | |             | Église Saint-Martin de Crosses                                                    |
| Église Saint-Laurent de Crézancy-en-Sancerre                                      | Crézancy-en-Sancerre        |         | 47° 18′ 19″ nord, 2° 44′ 38″ est |                | |             | Image manquante Téléverser                                                        |
| Église Saint-Gervais-et-Saint-Protais de Crézançay-sur-Cher                       | Crézançay-sur-Cher          |         | 46° 48′ 49″ nord, 2° 21′ 19″ est |                | |             | Église Saint-Gervais-et-Saint-Protais de Crézançay-sur-Cher                       |
| Église Saint-Maurice de Cuffy                                                     | Cuffy                       |         | 46° 57′ 42″ nord, 3° 03′ 13″ est | « PA00096782 » | Classé MH | 1911        | Église Saint-Maurice de Cuffy                                                     |
| Église Notre-Dame de Culan                                                        | Culan                       |         | 46° 32′ 49″ nord, 2° 21′ 10″ est |                | |             | Église Notre-Dame de Culan                                                        |
| Église Saint-Vincent de Prahas                                                    | Culan                       |         | 46° 32′ 34″ nord, 2° 21′ 56″ est | « IA18000050 » | |             | Image manquante Téléverser                                                        |
| Église Saint-Pierre de Dampierre-en-Crot                                          | Dampierre-en-Crot           |         | 47° 27′ 35″ nord, 2° 35′ 03″ est | « IA18002204 » | |             | Église Saint-Pierre de Dampierre-en-Crot                                          |
| Église Saint-Julien de Drevant                                                    | Drevant                     |         | 46° 41′ 35″ nord, 2° 31′ 30″ est | « IA00011090 » | |             | Église Saint-Julien de Drevant                                                    |
| Collégiale Saint-Étienne de Dun-sur-Auron                                         | Dun-sur-Auron               |         | 46° 53′ 12″ nord, 2° 34′ 28″ est | « PA00096789 » | Classé MH | 1840        | Collégiale Saint-Étienne de Dun-sur-Auron                                         |
| Église Saint-Martin d'Ennordres                                                   | Ennordres                   |         | 47° 25′ 48″ nord, 2° 22′ 56″ est | « PA00096793 » | Classé MH | 1921        | Église Saint-Martin d'Ennordres                                                   |
| Église Saint-Jean de Farges-Allichamps                                            | Farges-Allichamps           |         | 46° 45′ 36″ nord, 2° 24′ 06″ est |                | |             | Image manquante Téléverser                                                        |
| Église de la Sainte-Vierge de Farges-en-Septaine                                  | Farges-en-Septaine          |         | 47° 04′ 23″ nord, 2° 38′ 59″ est |                | |             | Église de la Sainte-Vierge de Farges-en-Septaine                                  |
| Église Saint-Aignan de Faverdines                                                 | Faverdines                  |         | 46° 38′ 37″ nord, 2° 28′ 19″ est |                | |             | Image manquante Téléverser                                                        |
| Église Sainte-Anne de Feux                                                        | Feux                        |         | 47° 13′ 49″ nord, 2° 51′ 27″ est | « IA18000364 » | |             | Église Sainte-Anne de Feux                                                        |
| Église Saint-Germain de Flavigny                                                  | Flavigny                    |         | 46° 58′ 02″ nord, 2° 48′ 07″ est |                | |             | Image manquante Téléverser                                                        |
| Église Saint-Denis de Foëcy                                                       | Foëcy                       |         | 47° 10′ 37″ nord, 2° 09′ 54″ est |                | |             | Image manquante Téléverser                                                        |
| Église Saint-Hilaire de Fussy                                                     | Fussy                       |         | 47° 08′ 41″ nord, 2° 25′ 41″ est |                | |             | Image manquante Téléverser                                                        |
| Église Saint-Martin de Gardefort                                                  | Gardefort                   |         | 47° 16′ 02″ nord, 2° 49′ 47″ est | « IA18000444 » | |             | Église Saint-Martin de Gardefort                                                  |
| Église Notre-Dame de Garigny                                                      | Garigny                     |         | 47° 05′ 11″ nord, 2° 53′ 12″ est | « PA00096801 » | Classé MH Porte ; Inscrit MH l'église paroissiale                                                                            | 1913 ; 2015 | Église Notre-Dame de Garigny                                                      |
| Église Saint-Symphorien de Genouilly                                              | Genouilly                   |         | 47° 11′ 29″ nord, 1° 53′ 04″ est | « PA00096803 » | Inscrit MH | 1927        | Église Saint-Symphorien de Genouilly                                              |
| Église Notre-Dame de Germigny-l'Exempt                                            | Germigny-l'Exempt           |         | 46° 55′ 08″ nord, 2° 53′ 50″ est | « PA00096806 » | Classé MH Le clocher et le porche ; Inscrit MH La nef et le chœur                                                            | 1912 ; 2022 | Église Notre-Dame de Germigny-l'Exempt                                            |
| Église Saint-Pierre de Givardon                                                   | Givardon                    |         | 46° 50′ 25″ nord, 2° 49′ 03″ est |                | |             | Image manquante Téléverser                                                        |
| Église Saint-Martin de Graçay                                                     | Graçay                      |         | 47° 08′ 34″ nord, 1° 50′ 44″ est | « PA00096808 » | Inscrit MH | 1930        | Image manquante Téléverser                                                        |
| Église Notre-Dame de Graçay                                                       | Graçay                      |         | 47° 08′ 28″ nord, 1° 50′ 44″ est | « PA00096949 » | Inscrit MH | 1992        | Église Notre-Dame de Graçay                                                       |
| Église Saint-Martin de Groises                                                    | Groises                     |         | 47° 12′ 33″ nord, 2° 48′ 38″ est |                | |             | Église Saint-Martin de Groises                                                    |
| Église Saint-Étienne de Gron                                                      | Gron                        |         | 47° 07′ 16″ nord, 2° 44′ 29″ est |                | |             | Image manquante Téléverser                                                        |
| Église Notre-Dame-du-Mont-Carmel de Grossouvre                                    | Grossouvre                  |         | 46° 52′ 42″ nord, 2° 56′ 17″ est |                | |             | Image manquante Téléverser                                                        |
| Église Saint-Laurent d'Henrichemont                                               | Henrichemont                |         | 47° 18′ 13″ nord, 2° 31′ 35″ est |                | |             | Image manquante Téléverser                                                        |
| Église Saint-Loup d'Herry                                                         | Herry                       |         | 47° 12′ 57″ nord, 2° 57′ 17″ est | « PA00096812 » | Inscrit MH Le choeur et le transept                                                                                          | 1926        | Église Saint-Loup d'Herry                                                         |
| Église Saint-Martin d'Humbligny                                                   | Humbligny                   |         | 47° 15′ 15″ nord, 2° 39′ 44″ est | « PA00096813 » | Inscrit MH | 1938        | Image manquante Téléverser                                                        |
| Église Saint-Martin-et-Saint-Roch d'Ids-Saint-Roch                                | Ids-Saint-Roch              |         | 46° 42′ 27″ nord, 2° 14′ 24″ est | « PA00096814 » | Inscrit MH Le chevet, le transept, la façade                                                                                 | 1926        | Église Saint-Martin-et-Saint-Roch d'Ids-Saint-Roch                                |
| Église Saint-Julien d'Ignol                                                       | Ignol                       |         | 46° 58′ 02″ nord, 2° 50′ 44″ est |                | |             | Église Saint-Julien d'Ignol                                                       |
| Église Saint-Martin d'Ineuil                                                      | Ineuil                      |         | 46° 46′ 35″ nord, 2° 17′ 23″ est | « PA00096815 » | Classé MH | 1862        | Église Saint-Martin d'Ineuil                                                      |
| Église Saint-Aignan d'Ivoy-le-Pré                                                 | Ivoy-le-Pré                 |         | 47° 20′ 43″ nord, 2° 29′ 07″ est | « PA00096816 » | Inscrit MH | 1927        | Image manquante Téléverser                                                        |
| Église Sainte-Madeleine de Jalognes                                               | Jalognes                    |         | 47° 14′ 09″ nord, 2° 47′ 04″ est | « IA18000340 » | |             | Image manquante Téléverser                                                        |
| Église Saint-Aignan de Jars                                                       | Jars                        |         | 47° 23′ 41″ nord, 2° 41′ 00″ est | « PA00096817 » | Classé MH | 1862        | Église Saint-Aignan de Jars                                                       |
| Église Saint-Germain de Jouet-sur-l'Aubois                                        | Jouet-sur-l'Aubois          |         | 47° 02′ 48″ nord, 2° 59′ 12″ est |                | |             | Église Saint-Germain de Jouet-sur-l'Aubois                                        |
| Église Saint-André de Jussy-Champagne                                             | Jussy-Champagne             |         | 46° 59′ 08″ nord, 2° 38′ 36″ est | « PA00096820 » | Classé MH | 1911        | Église Saint-André de Jussy-Champagne                                             |
| Église Saint-Julien de Jussy-le-Chaudrier                                         | Jussy-le-Chaudrier          |         | 47° 07′ 41″ nord, 2° 56′ 07″ est |                | |             | Image manquante Téléverser                                                        |
| Église Saint-Pierre-et-Saint-Paul de La Celette                                   | La Celette                  |         | 46° 39′ 04″ nord, 2° 31′ 17″ est |                | |             | Église Saint-Pierre-et-Saint-Paul de La Celette                                   |
| Église Saint-Blaise de La Celle                                                   | La Celle                    |         | 46° 46′ 06″ nord, 2° 26′ 39″ est | « PA00096751 » | Classé MH | 1840        | Église Saint-Blaise de La Celle                                                   |
| Église Saint-Denis de Condé                                                       | La Celle-Condé              |         | 46° 47′ 38″ nord, 2° 11′ 12″ est | « PA00096753 » | Classé MH | 1862        | Église Saint-Denis de Condé                                                       |
| Église Saint-Germain de La Celle-Condé                                            | La Celle-Condé              |         | 46° 47′ 39″ nord, 2° 11′ 04″ est | « PA18000010 » | Inscrit MH | 1998        | Église Saint-Germain de La Celle-Condé                                            |
| Église Saint-Étienne-et-Saint-Martin de La Chapelle-Hugon                         | La Chapelle-Hugon           |         | 46° 54′ 19″ nord, 2° 56′ 41″ est | « PA00096758 » | Inscrit MH | 1926        | Image manquante Téléverser                                                        |
| Église Saint-Ursin de La Chapelle-Saint-Ursin                                     | La Chapelle-Saint-Ursin     |         | 47° 03′ 47″ nord, 2° 19′ 17″ est |                | |             | Église Saint-Ursin de La Chapelle-Saint-Ursin                                     |
| Église Saint-Jacques de La Chapelle-d'Angillon                                    | La Chapelle-d'Angillon      |         | 47° 21′ 48″ nord, 2° 26′ 05″ est | « IA00010797 » | |             | Image manquante Téléverser                                                        |
| Église de l'Assomption-de-la-Sainte-Vierge-Marie de La Chapelotte                 | La Chapelotte               |         | 47° 21′ 13″ nord, 2° 35′ 27″ est |                | |             | Image manquante Téléverser                                                        |
| Église Saint-Étienne de La Guerche-sur-l'Aubois                                   | La Guerche-sur-l'Aubois     |         | 46° 57′ 23″ nord, 2° 58′ 01″ est | « PA00096810 » | Classé MH | 1962        | Église Saint-Étienne de La Guerche-sur-l'Aubois                                   |
| Église Notre-Dame de La Guerche-sur-l'Aubois                                      | La Guerche-sur-l'Aubois     |         | 46° 57′ 02″ nord, 2° 56′ 59″ est |                | |             | Image manquante Téléverser                                                        |
| Église Saint-Jean de La Perche                                                    | La Perche                   |         | 46° 38′ 44″ nord, 2° 34′ 23″ est |                | |             | Image manquante Téléverser                                                        |
| Église Saint-Paul de Lantan                                                       | Lantan                      |         | 46° 54′ 23″ nord, 2° 39′ 42″ est | « PA00096821 » | Inscrit MH | 1971        | Église Saint-Paul de Lantan                                                       |
| Église Saint-Caprais de Lapan                                                     | Lapan                       |         | 46° 55′ 24″ nord, 2° 17′ 56″ est |                | |             | Image manquante Téléverser                                                        |
| Église de la Sainte-Vierge-Marie de Lazenay                                       | Lazenay                     |         | 47° 04′ 16″ nord, 2° 03′ 40″ est |                | |             | Église de la Sainte-Vierge-Marie de Lazenay                                       |
| Église Saint-Saturnin du Chautay                                                  | Le Chautay                  |         | 46° 58′ 37″ nord, 2° 57′ 58″ est | « PA18000019 » | Inscrit MH | 2001        | Église Saint-Saturnin du Chautay                                                  |
| Église Notre-Dame de Puyferrand                                                   | Le Châtelet                 |         | 46° 38′ 06″ nord, 2° 17′ 06″ est | « PA00096770 » | Classé MH | 1911        | Église Notre-Dame de Puyferrand                                                   |
| Église Saint-Martial du Châtelet                                                  | Le Châtelet                 |         | 46° 38′ 29″ nord, 2° 16′ 55″ est |                | |             | Image manquante Téléverser                                                        |
| Église Notre-Dame du Noyer                                                        | Le Noyer                    |         | 47° 23′ 02″ nord, 2° 40′ 53″ est | « IA18002234 » | |             | Église Notre-Dame du Noyer                                                        |
| Église Notre-Dame du Subdray                                                      | Le Subdray                  |         | 47° 00′ 39″ nord, 2° 17′ 38″ est | « PA00096909 » | Inscrit MH | 1926        | Église Notre-Dame du Subdray                                                      |
| Collégiale Saint-Germain des Aix-d'Angillon                                       | Les Aix-d'Angillon          |         | 47° 11′ 54″ nord, 2° 34′ 15″ est | « PA00096628 » | Classé MH | 1862        | Collégiale Saint-Germain des Aix-d'Angillon                                       |
| Église Saint-Martin de Levet                                                      | Levet                       |         | 46° 55′ 31″ nord, 2° 24′ 26″ est |                | |             | Image manquante Téléverser                                                        |
| Église Notre-Dame de Lignères                                                     | Lignières                   |         | 46° 45′ 05″ nord, 2° 10′ 41″ est | « PA00096827 » | Inscrit MH | 1926        | Église Notre-Dame de Lignères                                                     |
| Église Saint-Martin de Limeux                                                     | Limeux                      |         | 47° 04′ 29″ nord, 2° 06′ 27″ est |                | |             | Église Saint-Martin de Limeux                                                     |
| Église Saint-Hilaire de Lissay-Lochy                                              | Lissay-Lochy                |         | 46° 58′ 20″ nord, 2° 24′ 19″ est | « PA00096829 » | Inscrit MH | 1930        | Église Saint-Hilaire de Lissay-Lochy                                              |
| Église Saint-Martin de Loye-sur-Arnon                                             | Loye-sur-Arnon              |         | 46° 39′ 10″ nord, 2° 23′ 10″ est | « PA00096830 » | Inscrit MH | 1926        | Église Saint-Martin de Loye-sur-Arnon                                             |
| Ancienne église Saint-Pierre de Lugny-Bourbonnais                                 | Lugny-Bourbonnais           |         | 46° 55′ 54″ nord, 2° 42′ 17″ est |                | |             | Image manquante Téléverser                                                        |
| Église Saint-Fiacre de Lugny-Champagne                                            | Lugny-Champagne             |         | 47° 11′ 11″ nord, 2° 49′ 17″ est |                | |             | Église Saint-Fiacre de Lugny-Champagne                                            |
| Église Saint-Albert de Rosières                                                   | Lunery                      |         | 46° 57′ 29″ nord, 2° 15′ 08″ est |                | |             | Église Saint-Albert de Rosières                                                   |
| Église Saint-Privé de Lunery                                                      | Lunery                      |         | 46° 56′ 10″ nord, 2° 16′ 09″ est |                | |             | Église Saint-Privé de Lunery                                                      |
| Église Saint-Paul de Lury-sur-Arnon                                               | Lury-sur-Arnon              |         | 47° 07′ 37″ nord, 2° 03′ 31″ est |                | |             | Église Saint-Paul de Lury-sur-Arnon                                               |
| Ancienne église Saint-Paul de Lury-sur-Arnon                                      | Lury-sur-Arnon              |         | 47° 07′ 33″ nord, 2° 03′ 28″ est |                | |             | Ancienne église Saint-Paul de Lury-sur-Arnon                                      |
| Collégiale Saint-Martin de Léré                                                   | Léré                        |         | 47° 28′ 20″ nord, 2° 52′ 21″ est | « PA00096824 » | Classé MH Crypte et porte Ouest ; Inscrit MH Eglise, à l'exception des parties classées                                      | 1912 ; 1926 | Collégiale Saint-Martin de Léré                                                   |
| Église Notre-Dame de Léré                                                         | Léré                        |         | 47° 28′ 10″ nord, 2° 52′ 24″ est |                | |             | Église Notre-Dame de Léré                                                         |
| Église Saint-Pierre-et-Saint-Paul de Maisonnais                                   | Maisonnais                  |         | 46° 38′ 25″ nord, 2° 12′ 58″ est | « PA00096832 » | Inscrit MH | 1925        | Église Saint-Pierre-et-Saint-Paul de Maisonnais                                   |
| Église Notre-Dame-de-l'Assomption, anciennement Saint-Pierre de Mareuil-sur-Arnon | Mareuil-sur-Arnon           |         | 46° 52′ 50″ nord, 2° 09′ 37″ est |                | |             | Église Notre-Dame-de-l'Assomption, anciennement Saint-Pierre de Mareuil-sur-Arnon |
| Église Saint-Pierre de Marmagne                                                   | Marmagne                    |         | 47° 06′ 07″ nord, 2° 17′ 04″ est |                | |             | Église Saint-Pierre de Marmagne                                                   |
| Église Saint-Aignan de Marseilles-lès-Aubigny                                     | Marseilles-lès-Aubigny      |         | 47° 04′ 04″ nord, 3° 00′ 48″ est |                | |             | Église Saint-Aignan de Marseilles-lès-Aubigny                                     |
| Église Saint-Maurice de Marçais                                                   | Marçais                     |         | 46° 41′ 51″ nord, 2° 22′ 09″ est | « IA00011065 » | |             | Église Saint-Maurice de Marçais                                                   |
| Église Saint-Paxent de Massay                                                     | Massay                      |         | 47° 09′ 08″ nord, 1° 59′ 38″ est | « PA00096836 » | Classé MH | 1911        | Église Saint-Paxent de Massay                                                     |
| Collégiale Notre-Dame de Mehun-sur-Yèvre                                          | Mehun-sur-Yèvre             |         | 47° 08′ 37″ nord, 2° 12′ 57″ est | « PA00096838 » | Classé MH | 1840        | Collégiale Notre-Dame de Mehun-sur-Yèvre                                          |
| Église Saint-Aubin de Meillant                                                    | Meillant                    |         | 46° 46′ 50″ nord, 2° 30′ 17″ est | « IA00011049 » | |             | Église Saint-Aubin de Meillant                                                    |
| Église Saint-Caprais de Menetou-Couture                                           | Menetou-Couture             |         | 47° 02′ 44″ nord, 2° 54′ 48″ est | « PA00096844 » | Inscrit MH | 1926        | Église Saint-Caprais de Menetou-Couture                                           |
| Abbatiale de l'abbaye cistercienne Notre-Dame de Fontmorigny de Menetou-Couture   | Menetou-Couture             |         | 47° 01′ 56″ nord, 2° 57′ 25″ est |                | |             | Abbatiale de l'abbaye cistercienne Notre-Dame de Fontmorigny de Menetou-Couture   |
| Église Saint-Martin de Menetou-Râtel                                              | Menetou-Râtel               |         | 47° 21′ 07″ nord, 2° 45′ 17″ est | « IA18000473 » | |             | Image manquante Téléverser                                                        |
| Église Saint-Pierre de Menetou-Salon                                              | Menetou-Salon               |         | 47° 13′ 54″ nord, 2° 29′ 13″ est |                | |             | Église Saint-Pierre de Menetou-Salon                                              |
| Église Saint-Martial de Montigny                                                  | Montigny                    |         | 47° 14′ 24″ nord, 2° 40′ 52″ est | « PA18000044 » | Inscrit MH | 2008        | Image manquante Téléverser                                                        |
| Église Saint-Martin de Montlouis                                                  | Montlouis                   |         | 46° 48′ 52″ nord, 2° 14′ 25″ est | « PA00096849 » | Inscrit MH | 2008        | Église Saint-Martin de Montlouis                                                  |
| Église Saint-Martin de Morlac                                                     | Morlac                      |         | 46° 43′ 09″ nord, 2° 18′ 33″ est |                | |             | Église Saint-Martin de Morlac                                                     |
| Église Saint-Sulpice de Mornay-Berry                                              | Mornay-Berry                |         | 47° 02′ 56″ nord, 2° 52′ 17″ est | « PA00096850 » | Inscrit MH | 1926        | Église Saint-Sulpice de Mornay-Berry                                              |
| Église Saint-Symphorien de Mornay-sur-Allier                                      | Mornay-sur-Allier           |         | 46° 49′ 16″ nord, 3° 01′ 52″ est |                | |             | Église Saint-Symphorien de Mornay-sur-Allier                                      |
| Église Saint-Symphorien de Morogues                                               | Morogues                    |         | 47° 14′ 26″ nord, 2° 35′ 54″ est | « PA00096851 » | Inscrit MH | 1926        | Église Saint-Symphorien de Morogues                                               |
| Église Saint-Austrégésile de Moulins-sur-Yèvre                                    | Moulins-sur-Yèvre           |         | 47° 05′ 01″ nord, 2° 30′ 58″ est |                | |             | Image manquante Téléverser                                                        |
| Église Saint-Hilaire de Ménétréol-sous-Sancerre                                   | Ménétréol-sous-Sancerre     |         | 47° 19′ 04″ nord, 2° 51′ 20″ est | « IA18000456 » | |             | Église Saint-Hilaire de Ménétréol-sous-Sancerre                                   |
| Église Saint-Martin de Ménétréol-sur-Sauldre                                      | Ménétréol-sur-Sauldre       |         | 47° 26′ 52″ nord, 2° 18′ 29″ est | « IA00010742 » | |             | Église Saint-Martin de Ménétréol-sur-Sauldre                                      |
| Église Saint-Martin de Méreau                                                     | Méreau                      |         | 47° 09′ 45″ nord, 2° 03′ 06″ est |                | |             | Image manquante Téléverser                                                        |
| Église Saint-Martin de Méry-sur-Cher                                              | Méry-sur-Cher               |         | 47° 14′ 31″ nord, 1° 59′ 09″ est |                | |             | Église Saint-Martin de Méry-sur-Cher                                              |
| Église Saint-Firmin de Méry-ès-Bois                                               | Méry-ès-Bois                |         | 47° 18′ 51″ nord, 2° 21′ 46″ est | « IA00010881 » | |             | Image manquante Téléverser                                                        |
| Église Saint-Laurian de Nançay                                                    | Nançay                      |         | 47° 21′ 01″ nord, 2° 11′ 46″ est | « IA00010921 » | |             | Image manquante Téléverser                                                        |
| Église Saint-Roch de Neuilly-en-Dun                                               | Neuilly-en-Dun              |         | 46° 47′ 58″ nord, 2° 47′ 01″ est | « PA00096854 » | Classé MH | 1913        | Église Saint-Roch de Neuilly-en-Dun                                               |
| Église Saint-Martial de Neuilly-en-Sancerre                                       | Neuilly-en-Sancerre         |         | 47° 18′ 10″ nord, 2° 41′ 12″ est |                | |             | Image manquante Téléverser                                                        |
| Église Saint-Jean-Baptiste de Neuvy-Deux-Clochers                                 | Neuvy-Deux-Clochers         |         | 47° 16′ 42″ nord, 2° 41′ 56″ est |                | |             | Image manquante Téléverser                                                        |
| Église Saint-Martin de Neuvy-le-Barrois                                           | Neuvy-le-Barrois            |         | 46° 51′ 53″ nord, 3° 02′ 15″ est | « PA00096856 » | Inscrit MH | 1926        | Image manquante Téléverser                                                        |
| Église Notre-Dame de Neuvy-sur-Barangeon                                          | Neuvy-sur-Barangeon         |         | 47° 18′ 52″ nord, 2° 15′ 19″ est | « IA00010937 » | |             | Église Notre-Dame de Neuvy-sur-Barangeon                                          |
| Église Saint-Blaise de Nohant-en-Goût                                             | Nohant-en-Goût              |         | 47° 05′ 55″ nord, 2° 34′ 16″ est |                | |             | Image manquante Téléverser                                                        |
| Église Saint-Martin de Nohant-en-Graçay                                           | Nohant-en-Graçay            |         | 47° 08′ 10″ nord, 1° 53′ 38″ est | « PA00096858 » | Classé MH La travée du clocher                                                                                               | 1921        | Église Saint-Martin de Nohant-en-Graçay                                           |
| Église Saint-Paxent de Nozières                                                   | Nozières                    |         | 46° 44′ 06″ nord, 2° 26′ 02″ est | « PA00096861 » | Inscrit MH | 1971        | Église Saint-Paxent de Nozières                                                   |
| Église Saint-Étienne de Nérondes                                                  | Nérondes                    |         | 46° 59′ 55″ nord, 2° 49′ 03″ est |                | |             | Image manquante Téléverser                                                        |
| Église Saint-Martial d'Oizon                                                      | Oizon                       |         | 47° 28′ 29″ nord, 2° 30′ 56″ est | « IA00010754 » | |             | Image manquante Téléverser                                                        |
| Église Saint-Martin d'Orcenais                                                    | Orcenais                    |         | 46° 43′ 01″ nord, 2° 25′ 36″ est | « IA00011028 » | |             | Église Saint-Martin d'Orcenais                                                    |
| Église Saint-Hilaire d'Orval                                                      | Orval                       |         | 46° 43′ 34″ nord, 2° 28′ 56″ est | « IA00011019 » | |             | Église Saint-Hilaire d'Orval                                                      |
| Église Saint-Julien d'Osmery                                                      | Osmery                      |         | 46° 56′ 06″ nord, 2° 39′ 15″ est | « PA00096863 » | Classé MH | 1932        | Église Saint-Julien d'Osmery                                                      |
| Église Saint-Christophe d'Ourouer-les-Bourdelins                                  | Ourouer-les-Bourdelins      |         | 46° 55′ 31″ nord, 2° 47′ 27″ est | « PA00096864 » | Inscrit MH | 1926        | Église Saint-Christophe d'Ourouer-les-Bourdelins                                  |
| Église de la Sainte-Trinité de Parassy                                            | Parassy                     |         | 47° 13′ 59″ nord, 2° 32′ 53″ est | « PA00096865 » | Inscrit MH La porte romane                                                                                                   | 1926        | Image manquante Téléverser                                                        |
| Église Saint-Fiacre de Parnay                                                     | Parnay                      |         | 46° 50′ 56″ nord, 2° 34′ 16″ est | « IA00120871 » | |             | Image manquante Téléverser                                                        |
| Église Saint-Hilaire de Pigny                                                     | Pigny                       |         | 47° 10′ 03″ nord, 2° 26′ 44″ est |                | |             | Image manquante Téléverser                                                        |
| Église Saint-Martin de Plaimpied                                                  | Plaimpied-Givaudins         |         | 46° 59′ 54″ nord, 2° 27′ 19″ est | « PA00096867 » | Classé MH | 1840        | Église Saint-Martin de Plaimpied                                                  |
| Église Saint-Pierre de Plou                                                       | Plou                        |         | 47° 01′ 58″ nord, 2° 07′ 54″ est |                | |             | Église Saint-Pierre de Plou                                                       |
| Église Saint-Martin de Poisieux                                                   | Poisieux                    |         | 47° 01′ 41″ nord, 2° 05′ 55″ est |                | |             | Église Saint-Martin de Poisieux                                                   |
| Église Saint-Caprais de Presly                                                    | Presly                      |         | 47° 23′ 15″ nord, 2° 21′ 28″ est | « IA00010901 » | |             | Image manquante Téléverser                                                        |
| Église Saint-Jean de Preuilly                                                     | Preuilly                    |         | 47° 05′ 45″ nord, 2° 10′ 37″ est |                | |             | Église Saint-Jean de Preuilly                                                     |
| Église Saint-Laurent de Primelles                                                 | Primelles                   |         | 46° 54′ 11″ nord, 2° 12′ 48″ est | « PA00096869 » | Classé MH | 1911        | Église Saint-Laurent de Primelles                                                 |
| Église Saint-Louis de Précy                                                       | Précy                       |         | 47° 05′ 55″ nord, 2° 55′ 43″ est |                | |             | Église Saint-Louis de Précy                                                       |
| Église Saint-Martin de Préveranges                                                | Préveranges                 |         | 46° 25′ 57″ nord, 2° 15′ 15″ est | « IA18000055 » | |             | Église Saint-Martin de Préveranges                                                |
| Église Saint-Genou de Quantilly                                                   | Quantilly                   |         | 47° 13′ 28″ nord, 2° 26′ 42″ est |                | |             | Image manquante Téléverser                                                        |
| Église Saint-Germain de Quincy                                                    | Quincy                      |         | 47° 07′ 54″ nord, 2° 09′ 27″ est |                | |             | Image manquante Téléverser                                                        |
| Église Saint-Loup de Raymond                                                      | Raymond                     |         | 46° 58′ 16″ nord, 2° 41′ 08″ est | « IA00120873 » | |             | Image manquante Téléverser                                                        |
| Église Saint-Martin de Reigny                                                     | Reigny                      |         | 46° 34′ 35″ nord, 2° 21′ 09″ est | « IA18000093 » | |             | Image manquante Téléverser                                                        |
| Église Notre-Dame de Rezay                                                        | Rezay                       |         | 46° 40′ 20″ nord, 2° 10′ 44″ est |                | |             | Église Notre-Dame de Rezay                                                        |
| Église Saint-Christophe de Rians                                                  | Rians                       |         | 47° 11′ 08″ nord, 2° 36′ 47″ est |                | |             | Église Saint-Christophe de Rians                                                  |
| Église Saint-Laurent de Sagonne                                                   | Sagonne                     |         | 46° 50′ 59″ nord, 2° 49′ 29″ est | « PA00096872 » | Inscrit MH | 1926        | Image manquante Téléverser                                                        |
| Église Saint-Aignan de Saint-Aignan-des-Noyers                                    | Saint-Aignan-des-Noyers     |         | 46° 45′ 55″ nord, 2° 48′ 59″ est |                | |             | Église Saint-Aignan de Saint-Aignan-des-Noyers                                    |
| Église Saint-Amand de Saint-Amand-Montrond                                        | Saint-Amand-Montrond        |         | 46° 43′ 16″ nord, 2° 30′ 40″ est | « PA00096875 » | Classé MH | 1840        | Église Saint-Amand de Saint-Amand-Montrond                                        |
| Église des Carmes de Saint-Amand-Montrond                                         | Saint-Amand-Montrond        |         | 46° 43′ 18″ nord, 2° 30′ 24″ est | « PA00096876 » | Inscrit MH | 1926        | Église des Carmes de Saint-Amand-Montrond                                         |
| Église Saint-Ambroix de Saint-Ambroix (Cher)                                      | Saint-Ambroix               |         | 46° 55′ 53″ nord, 2° 07′ 10″ est |                | |             | Église Saint-Ambroix de Saint-Ambroix (Cher)                                      |
| Église Saint-Baudel de Saint-Baudel                                               | Saint-Baudel                |         | 46° 50′ 20″ nord, 2° 12′ 28″ est |                | |             | Église Saint-Baudel de Saint-Baudel                                               |
| Église Saint-Baudel de Saint-Bouize                                               | Saint-Bouize                |         | 47° 17′ 06″ nord, 2° 53′ 09″ est | « PA00096882 » | Inscrit MH Tour, porche | 1987        | Image manquante Téléverser                                                        |
| Église Saint-Caprais de Saint-Caprais (Cher)                                      | Saint-Caprais               |         | 46° 58′ 06″ nord, 2° 17′ 37″ est |                | |             | Image manquante Téléverser                                                        |
| Église Saint-Christophe de Saint-Christophe-le-Chaudry                            | Saint-Christophe-le-Chaudry |         | 46° 34′ 56″ nord, 2° 22′ 06″ est | « IA18000112 » | |             | Église Saint-Christophe de Saint-Christophe-le-Chaudry                            |
| Église Saint-Céols de Saint-Céols                                                 | Saint-Céols                 |         | 47° 13′ 17″ nord, 2° 37′ 47″ est |                | |             | Image manquante Téléverser                                                        |
| Église Saint-Amand de Saint-Denis-de-Palin                                        | Saint-Denis-de-Palin        |         | 46° 56′ 24″ nord, 2° 32′ 25″ est | « IA00120876 » | |             | Église Saint-Amand de Saint-Denis-de-Palin                                        |
| Église Saint-Doulchard de Saint-Doulchard                                         | Saint-Doulchard             |         | 47° 06′ 15″ nord, 2° 21′ 25″ est |                | |             | Église Saint-Doulchard de Saint-Doulchard                                         |
| Église Saint-Florent de Saint-Florent-sur-Cher                                    | Saint-Florent-sur-Cher      |         | 46° 59′ 33″ nord, 2° 14′ 53″ est |                | |             | Église Saint-Florent de Saint-Florent-sur-Cher                                    |
| Église Saint-Georges de Saint-Georges-de-Poisieux                                 | Saint-Georges-de-Poisieux   |         | 46° 41′ 16″ nord, 2° 28′ 44″ est | « PA00096886 » | Classé MH | 1907        | Église Saint-Georges de Saint-Georges-de-Poisieux                                 |
| Église Saint-Paul de Soye                                                         | Saint-Georges-de-Poisieux   |         | 46° 41′ 16″ nord, 2° 28′ 44″ est | « PA00096887 » | Classé MH Portail ; Inscrit MH Eglise, à l'exception du portail classé                                                       | 1921 ; 1965 | Image manquante Téléverser                                                        |
| Église Saint-Georges de Saint-Georges-sur-la-Prée                                 | Saint-Georges-sur-la-Prée   |         | 47° 13′ 33″ nord, 1° 56′ 14″ est |                | |             | Image manquante Téléverser                                                        |
| Église Saint-Germain de Saint-Germain-des-Bois                                    | Saint-Germain-des-Bois      |         | 46° 54′ 46″ nord, 2° 26′ 40″ est | « IA00120883 » | |             | Image manquante Téléverser                                                        |
| Église Saint-Germain de Saint-Germain-du-Puy                                      | Saint-Germain-du-Puy        |         | 47° 05′ 59″ nord, 2° 28′ 56″ est |                | |             | Image manquante Téléverser                                                        |
| Église Saint-Hilaire de Saint-Hilaire-de-Court                                    | Saint-Hilaire-de-Court      |         | 47° 12′ 24″ nord, 2° 01′ 26″ est |                | |             | Image manquante Téléverser                                                        |
| Église Saint-Hilaire de Saint-Hilaire-de-Gondilly                                 | Saint-Hilaire-de-Gondilly   |         | 47° 03′ 02″ nord, 2° 53′ 08″ est |                | |             | Église Saint-Hilaire de Saint-Hilaire-de-Gondilly                                 |
| Église Saint-Hilaire de Saint-Hilaire-en-Lignières                                | Saint-Hilaire-en-Lignières  |         | 46° 43′ 36″ nord, 2° 10′ 28″ est | « PA00096889 » | Classé MH Transept, choeur et crypte                                                                                         | 1912        | Église Saint-Hilaire de Saint-Hilaire-en-Lignières                                |
| Église Saint-Georges de Saint-Jeanvrin                                            | Saint-Jeanvrin              |         | 46° 35′ 46″ nord, 2° 14′ 05″ est | « PA00096890 » | Classé MH | 1911        | Église Saint-Georges de Saint-Jeanvrin                                            |
| Église Saint-Just de Saint-Just (Cher)                                            | Saint-Just                  |         | 46° 59′ 35″ nord, 2° 30′ 29″ est |                | |             | Image manquante Téléverser                                                        |
| Église Saint-Laurent de Saint-Laurent (Cher)                                      | Saint-Laurent               |         | 47° 13′ 28″ nord, 2° 12′ 05″ est | « IA00010948 » | |             | Image manquante Téléverser                                                        |
| Église Saint-Loup de Saint-Loup-des-Chaumes                                       | Saint-Loup-des-Chaumes      |         | 46° 49′ 23″ nord, 2° 23′ 17″ est |                | |             | Église Saint-Loup de Saint-Loup-des-Chaumes                                       |
| Église Saint-Léger de Saint-Léger-le-Petit                                        | Saint-Léger-le-Petit        |         | 47° 07′ 18″ nord, 3° 00′ 23″ est |                | |             | Église Saint-Léger de Saint-Léger-le-Petit                                        |
| Église Saint-Martin de Saint-Martin-d'Auxigny                                     | Saint-Martin-d'Auxigny      |         | 47° 12′ 12″ nord, 2° 25′ 00″ est |                | |             | Image manquante Téléverser                                                        |
| Église Saint-Maur de Saint-Maur (Cher)                                            | Saint-Maur                  |         | 46° 34′ 47″ nord, 2° 17′ 50″ est |                | |             | Église Saint-Maur de Saint-Maur (Cher)                                            |
| Église Saint-Michel de Saint-Michel-de-Volangis                                   | Saint-Michel-de-Volangis    |         | 47° 08′ 54″ nord, 2° 29′ 19″ est |                | |             | Image manquante Téléverser                                                        |
| Collégiale Saint-Austrégésile de Saint-Outrille                                   | Saint-Outrille              |         | 47° 08′ 38″ nord, 1° 50′ 32″ est | « PA00096891 » | Classé MH | 1886        | Collégiale Saint-Austrégésile de Saint-Outrille                                   |
| Église Saint-Palais de Saint-Palais (Cher)                                        | Saint-Palais                |         | 47° 13′ 57″ nord, 2° 25′ 13″ est |                | |             | Église Saint-Palais de Saint-Palais (Cher)                                        |
| Église Saint-Pierre de Saint-Pierre-les-Bois                                      | Saint-Pierre-les-Bois       |         | 46° 39′ 53″ nord, 2° 16′ 43″ est | « PA00096892 » | Inscrit MH | 1926        | Église Saint-Pierre de Saint-Pierre-les-Bois                                      |
| Église Saint-Pierre de Saint-Pierre-les-Étieux                                    | Saint-Pierre-les-Étieux     |         | 46° 44′ 04″ nord, 2° 37′ 29″ est | « PA00096893 » | Inscrit MH | 1925        | Église Saint-Pierre de Saint-Pierre-les-Étieux                                    |
| Église Saint-Priest de Saint-Priest-la-Marche                                     | Saint-Priest-la-Marche      |         | 46° 26′ 53″ nord, 2° 10′ 14″ est | « IA18000173 » | |             | Image manquante Téléverser                                                        |
| Église Saint-Pierre de Saint-Satur                                                | Saint-Satur                 |         | 47° 20′ 24″ nord, 2° 51′ 12″ est | « PA00096896 » | Classé MH | 1840        | Église Saint-Pierre de Saint-Satur                                                |
| Église Saint-Saturnin de Saint-Saturnin (Cher)                                    | Saint-Saturnin              |         | 46° 30′ 28″ nord, 2° 14′ 18″ est | « IA18000213 » | |             | Image manquante Téléverser                                                        |
| Église Saint-Symphorien de Saint-Symphorien (Cher)                                | Saint-Symphorien            |         | 46° 48′ 43″ nord, 2° 18′ 43″ est | « PA00096898 » | Inscrit MH | 1927        | Église Saint-Symphorien de Saint-Symphorien (Cher)                                |
| Église Saint-Guy de Saint-Vitte                                                   | Saint-Vitte                 |         | 46° 32′ 51″ nord, 2° 32′ 06″ est |                | |             | Église Saint-Guy de Saint-Vitte                                                   |
| Église Saint-Éloy de Saint-Éloy-de-Gy                                             | Saint-Éloy-de-Gy            |         | 47° 09′ 20″ nord, 2° 20′ 30″ est |                | |             | Image manquante Téléverser                                                        |
| Église Sainte-Gemme de Sainte-Gemme-en-Sancerrois                                 | Sainte-Gemme-en-Sancerrois  |         | 47° 23′ 39″ nord, 2° 48′ 56″ est | « PA00096885 » | Inscrit MH | 1926        | Église Sainte-Gemme de Sainte-Gemme-en-Sancerrois                                 |
| Église Sainte-Lunaise de Sainte-Lunaise                                           | Sainte-Lunaise              |         | 46° 55′ 14″ nord, 2° 20′ 57″ est |                | |             | Image manquante Téléverser                                                        |
| Église Sainte-Montaine de Sainte-Montaine                                         | Sainte-Montaine             |         | 47° 29′ 24″ nord, 2° 19′ 11″ est | « IA00010772 » | |             | Église Sainte-Montaine de Sainte-Montaine                                         |
| Église Sainte-Solange de Sainte-Solange                                           | Sainte-Solange              |         | 47° 08′ 08″ nord, 2° 33′ 02″ est | « PA00096897 » | Classé MH Clocher | 1913        | Église Sainte-Solange de Sainte-Solange                                           |
| Église Sainte-Thorette de Sainte-Thorette                                         | Sainte-Thorette             |         | 47° 04′ 52″ nord, 2° 11′ 54″ est |                | |             | Image manquante Téléverser                                                        |
| Église Saint-Jacques-et-Saint-Cyr de Sancergues                                   | Sancergues                  |         | 47° 09′ 20″ nord, 2° 55′ 05″ est | « PA00096899 » | Inscrit MH | 1926        | Église Saint-Jacques-et-Saint-Cyr de Sancergues                                   |
| Église Saint-Pierre de Sancerre                                                   | Sancerre                    |         | 47° 19′ 47″ nord, 2° 50′ 17″ est | « PA00096894 » | Classé MH | 1956        | Église Saint-Pierre de Sancerre                                                   |
| Église Saint-André de Chavignol                                                   | Sancerre                    |         | 47° 20′ 15″ nord, 2° 47′ 41″ est | « IA18002518 » | |             | Église Saint-André de Chavignol                                                   |
| Église Notre-Dame de Sancerre                                                     | Sancerre                    |         | 47° 19′ 51″ nord, 2° 50′ 20″ est | « IA18002584 » | |             | Église Notre-Dame de Sancerre                                                     |
| Église Saint-Martin de Sancoins                                                   | Sancoins                    |         | 46° 49′ 48″ nord, 2° 55′ 11″ est |                | |             | Église Saint-Martin de Sancoins                                                   |
| Église Notre-Dame de Santranges                                                   | Santranges                  |         | 47° 29′ 53″ nord, 2° 46′ 22″ est | « PA00096905 » | Inscrit MH Le choeur, l'abside et le portail                                                                                 | 1931        | Église Notre-Dame de Santranges                                                   |
| Église Saint-Austrégésile de Saulzais-le-Potier                                   | Saulzais-le-Potier          |         | 46° 35′ 58″ nord, 2° 29′ 42″ est |                | |             | Église Saint-Austrégésile de Saulzais-le-Potier                                   |
| Église Saint-Symphorien de Savigny-en-Sancerre                                    | Savigny-en-Sancerre         |         | 47° 26′ 32″ nord, 2° 48′ 34″ est |                | |             | Église Saint-Symphorien de Savigny-en-Sancerre                                    |
| Église Saint-Germain de Savigny-en-Septaine                                       | Savigny-en-Septaine         |         | 47° 02′ 37″ nord, 2° 33′ 34″ est |                | |             | Église Saint-Germain de Savigny-en-Septaine                                       |
| Église Saint-Pierre de Senneçay                                                   | Senneçay                    |         | 46° 57′ 01″ nord, 2° 26′ 12″ est |                | |             | Église Saint-Pierre de Senneçay                                                   |
| Église Saint-Caprais de Sens-Beaujeu                                              | Sens-Beaujeu                |         | 47° 19′ 35″ nord, 2° 42′ 30″ est | « IA18001006 » | |             | Église Saint-Caprais de Sens-Beaujeu                                              |
| Église Saint-Ursin de Serruelles                                                  | Serruelles                  |         | 46° 53′ 18″ nord, 2° 23′ 01″ est | « PA00096907 » | Inscrit MH | 1981        | Église Saint-Ursin de Serruelles                                                  |
| Église Saint-Pierre-et-Saint-Paul de Sidiailles                                   | Sidiailles                  |         | 46° 30′ 27″ nord, 2° 19′ 06″ est |                | |             | Église Saint-Pierre-et-Saint-Paul de Sidiailles                                   |
| Église Saint-Martin de Soulangis                                                  | Soulangis                   |         | 47° 11′ 13″ nord, 2° 31′ 01″ est |                | |             | Image manquante Téléverser                                                        |
| Église Saint-Pardoux de Soye-en-Septaine                                          | Soye-en-Septaine            |         | 47° 01′ 36″ nord, 2° 29′ 21″ est | « PA00096908 » | Inscrit MH | 1926        | Église Saint-Pardoux de Soye-en-Septaine                                          |
| Église Notre-Dame-du-Sacré-Cœur de Soye-en-Septaine                               | Soye-en-Septaine            |         | 47° 01′ 36″ nord, 2° 29′ 23″ est |                | |             | Image manquante Téléverser                                                        |
| Église Saint-Pierre de Subligny                                                   | Subligny                    |         | 47° 24′ 11″ nord, 2° 45′ 16″ est | « IA18002251 » | |             | Église Saint-Pierre de Subligny                                                   |
| Église Saint-Étienne de Sury-en-Vaux                                              | Sury-en-Vaux                |         | 47° 22′ 06″ nord, 2° 48′ 12″ est | « PA00096910 » | Inscrit MH | 1926        | Église Saint-Étienne de Sury-en-Vaux                                              |
| Église Saint-Jean-Baptiste de Sury-près-Léré                                      | Sury-près-Léré              |         | 47° 28′ 54″ nord, 2° 51′ 51″ est | « PA00096911 » | Classé MH | 1992        | Église Saint-Jean-Baptiste de Sury-près-Léré                                      |
| Église Saint-Martin de Sury-ès-Bois                                               | Sury-ès-Bois                |         | 47° 27′ 53″ nord, 2° 42′ 14″ est | « IA18002275 » | |             | Église Saint-Martin de Sury-ès-Bois                                               |
| Église Saint-Saturnin de Thaumiers                                                | Thaumiers                   |         | 46° 49′ 17″ nord, 2° 39′ 16″ est | « PA00096913 » | Classé MH | 1911        | Église Saint-Saturnin de Thaumiers                                                |
| Église Saint-Pierre de Thauvenay                                                  | Thauvenay                   |         | 47° 18′ 16″ nord, 2° 52′ 04″ est | « IA18000431 » | |             | Image manquante Téléverser                                                        |
| Église Saint-Aignan de Thou                                                       | Thou                        |         | 47° 25′ 31″ nord, 2° 39′ 40″ est | « IA18002297 » | |             | Église Saint-Aignan de Thou                                                       |
| Église Saint-Germain de Thénioux                                                  | Thénioux                    |         | 47° 15′ 24″ nord, 1° 55′ 37″ est |                | |             | Image manquante Téléverser                                                        |
| Église Saint-Pierre-et-Saint-Paul de Torteron                                     | Torteron                    |         | 47° 01′ 16″ nord, 2° 57′ 53″ est |                | |             | Image manquante Téléverser                                                        |
| Église Saint-Martin de Touchay                                                    | Touchay                     |         | 46° 42′ 44″ nord, 2° 12′ 39″ est | « PA00096915 » | Inscrit MH | 1926        | Église Saint-Martin de Touchay                                                    |
| Église Saint-Pierre de Trouy                                                      | Trouy                       |         | 47° 00′ 29″ nord, 2° 21′ 26″ est |                | |             | Église Saint-Pierre de Trouy                                                      |
| Église Saint-Victor d'Uzay-le-Venon                                               | Uzay-le-Venon               |         | 46° 48′ 46″ nord, 2° 27′ 40″ est |                | |             | Image manquante Téléverser                                                        |
| Église Saint-Martin de Vailly-sur-Sauldre                                         | Vailly-sur-Sauldre          |         | 47° 27′ 31″ nord, 2° 39′ 01″ est | « IA18002305 » | |             | Église Saint-Martin de Vailly-sur-Sauldre                                         |
| Église Saint-Martin de Vallenay                                                   | Vallenay                    |         | 46° 47′ 03″ nord, 2° 22′ 21″ est | « PA18000011 » | Inscrit MH | 1998        | Église Saint-Martin de Vallenay                                                   |
| Église Saint-Germain de Vallenay                                                  | Vallenay                    |         | 46° 47′ 03″ nord, 2° 22′ 21″ est |                | |             | Image manquante Téléverser                                                        |
| Église Saint-Julien de Vasselay                                                   | Vasselay                    |         | 47° 09′ 28″ nord, 2° 23′ 17″ est |                | |             | Image manquante Téléverser                                                        |
| Église Saint-Aignan de Veaugues                                                   | Veaugues                    |         | 47° 15′ 25″ nord, 2° 45′ 28″ est | « IA18000442 » | |             | Église Saint-Aignan de Veaugues                                                   |
| Collégiale Saint-Pierre de Venesmes                                               | Venesmes                    |         | 46° 50′ 23″ nord, 2° 18′ 49″ est | « PA00096918 » | Inscrit MH | 1927        | Collégiale Saint-Pierre de Venesmes                                               |
| Église Saint-Pierre-aux-Liens de Verdigny                                         | Verdigny                    |         | 47° 20′ 50″ nord, 2° 48′ 31″ est | « IA18001019 » | |             | Église Saint-Pierre-aux-Liens de Verdigny                                         |
| Église Saint-Martin de Vereaux                                                    | Vereaux                     |         | 46° 52′ 49″ nord, 2° 52′ 40″ est | « PA00096919 » | Classé MH Portail Ouest | 1912        | Église Saint-Martin de Vereaux                                                    |
| Église Notre-Dame de Vernais                                                      | Vernais                     |         | 46° 45′ 57″ nord, 2° 42′ 51″ est | « PA00096920 » | Classé MH | 1995        | Église Notre-Dame de Vernais                                                      |
| Église Notre-Dame de Vernais                                                      | Vernais                     |         | 46° 45′ 56″ nord, 2° 42′ 49″ est |                | |             | Église Notre-Dame de Vernais                                                      |
| Église Saint-Cyr de Vesdun                                                        | Vesdun                      |         | 46° 32′ 19″ nord, 2° 25′ 48″ est | « PA00132556 » | Inscrit MH | 1994        | Église Saint-Cyr de Vesdun                                                        |
| Église Notre-Dame de Vierzon                                                      | Vierzon                     |         | 47° 13′ 20″ nord, 2° 04′ 16″ est | « PA00096923 » | Inscrit MH | 1926        | Église Notre-Dame de Vierzon                                                      |
| Église Saint-Célestin de Vierzon                                                  | Vierzon                     |         | 47° 13′ 38″ nord, 2° 02′ 48″ est |                | |             | Image manquante Téléverser                                                        |
| Église Saint-Éloi de Vierzon                                                      | Vierzon                     |         | 47° 14′ 01″ nord, 2° 04′ 41″ est |                | |             | Image manquante Téléverser                                                        |
| Église Saint-Jean-Baptiste de Bourgneuf                                           | Vierzon                     |         | 47° 12′ 51″ nord, 2° 03′ 45″ est |                | |             | Image manquante Téléverser                                                        |
| Église Saint-Joseph des Forges                                                    | Vierzon                     |         | 47° 12′ 48″ nord, 2° 06′ 10″ est |                | |             | Image manquante Téléverser                                                        |
| Église Saint-Loup de Vignoux-sous-les-Aix                                         | Vignoux-sous-les-Aix        |         | 47° 11′ 11″ nord, 2° 27′ 52″ est |                | |             | Image manquante Téléverser                                                        |
| Église Saint-Quentin de Villabon                                                  | Villabon                    |         | 47° 05′ 48″ nord, 2° 40′ 29″ est |                | |             | Image manquante Téléverser                                                        |
| Église Saint-Georges de Villegenon                                                | Villegenon                  |         | 47° 25′ 37″ nord, 2° 36′ 17″ est | « PA00096931 » | Inscrit MH | 1930        | Église Saint-Georges de Villegenon                                                |
| Église Saint-Pierre de Villeneuve-sur-Cher                                        | Villeneuve-sur-Cher         |         | 47° 01′ 43″ nord, 2° 13′ 21″ est |                | |             | Église Saint-Pierre de Villeneuve-sur-Cher                                        |
| Église Notre-Dame de Villequiers                                                  | Villequiers                 |         | 47° 04′ 04″ nord, 2° 48′ 21″ est | « PA00096933 » | Inscrit MH L'abside | 1926        | Image manquante Téléverser                                                        |
| Église Saint-Priest de Vinon                                                      | Vinon                       |         | 47° 17′ 06″ nord, 2° 49′ 40″ est | « IA18000411 » | |             | Église Saint-Priest de Vinon                                                      |
| Église Saint-Saturnin de Vorly                                                    | Vorly                       |         | 46° 56′ 42″ nord, 2° 27′ 52″ est | « PA00096935 » | Inscrit MH | 1927        | Église Saint-Saturnin de Vorly                                                    |
| Église Saint-Germain de Vornay                                                    | Vornay                      |         | 46° 58′ 30″ nord, 2° 35′ 05″ est | « PA00096936 » | Classé MH La façade ouest ; Inscrit MH L'église paroissiale en totalité, à l'exception de la façade occidentale déjà classée | 1911 ; 2012 | Église Saint-Germain de Vornay                                                    |
| Église Saint-Martin de Vouzeron                                                   | Vouzeron                    |         | 47° 15′ 35″ nord, 2° 13′ 21″ est | « IA00010973 » | |             | Église Saint-Martin de Vouzeron                                                   |
| Église Saint-Martin d'Épineuil-le-Fleuriel                                        | Épineuil-le-Fleuriel        |         | 46° 33′ 28″ nord, 2° 34′ 55″ est | « PA00096796 » | Inscrit MH | 1986        | Église Saint-Martin d'Épineuil-le-Fleuriel                                        |
| Église Saint-Germain d'Étréchy                                                    | Étréchy                     |         | 47° 09′ 46″ nord, 2° 43′ 30″ est |                | |             | Église Saint-Germain d'Étréchy                                                    |

### Culteprotestant
| Église                                                     | Commune         | Adresse | Coordonnées                      | Notice         | Protection | Date | Illustration                                     |
| ---------------------------------------------------------- | --------------- | ------- | -------------------------------- | -------------- | ---------- | ---- | ------------------------------------------------ |
| Temple protestant de Bourges                               | Bourges         |         | 47° 05′ 23″ nord, 2° 23′ 35″ est |                |            |      | Temple protestant de Bourges                     |
| Temple réformé d'Asnières d'Asnières-lès-Bourges           | Bourges         |         | 47° 07′ 25″ nord, 2° 24′ 08″ est |                |            |      | Temple réformé d'Asnières d'Asnières-lès-Bourges |
| Temple de Foëcy                                            | Foëcy           |         | 47° 10′ 37″ nord, 2° 09′ 43″ est |                |            |      | Image manquante Téléverser                       |
| Temple de la manufacture de porcelaine de Reussy           | Mehun-sur-Yèvre |         | 47° 08′ 25″ nord, 2° 12′ 44″ est |                |            |      | Image manquante Téléverser                       |
| Temple de l'église protestante unie de France de Chavignol | Sancerre        |         | à géolocaliser                   |                |            |      | Image manquante Téléverser                       |
| Temple protestant de Sancerre                              | Sancerre        |         | 47° 19′ 48″ nord, 2° 50′ 13″ est | « IA18003389 » |            |      | Temple protestant de Sancerre                    |
| Temple de l'église protestante évangélique de Vierzon      | Vierzon         |         | 47° 13′ 25″ nord, 2° 03′ 58″ est |                |            |      | Image manquante Téléverser                       |